# Canard River (vattendrag i Kanada, Ontario)
Canard River eller Rivière aux Canards är ett vattendrag som är ett biföde till Detroitfloden. Det ligger i provinsen Ontario i Kanada, i den sydöstra delen av landet, 700 km sydväst om huvudstaden Ottawa.
Canard River mynnar i Detroitfloden vid LaSalle. Cahill Drain och McClean Drain är två biflöden.